# 文明大道街道
文明大道街道，是中华人民共和国河南省安陽市龙安区下辖的一个乡镇级行政单位。

## 行政区划
文明大道街道下辖以下地区：
太行路社区、光明社区、安纤社区和候家庄村。